# À la noblesse chrétienne de la nation allemande
À la noblesse chrétienne de la nation allemande est un manifeste de Martin Luther publié à Wittemberg en 1520. Il fait partie de la trilogie des grands écrits réformateurs, avec le Prélude sur la captivité babylonienne de l'Église et le traité De la liberté du chrétien.

## Présentation
L'objet d'À la noblesse chrétienne est indiqué dans le titre complet de l'ouvrage (en allemand : An den Christlichen Adel deutscher Nation von des Christlichen standes besserung). Il s'agit de l'amélioration de la condition chrétienne, c'est-à-dire des réformes à mener concernant l'ensemble des chrétiens. Le moyen de cette réformation, c'est la tenue d'un futur concile dont Luther énumère les questions concrètes qui devraient être abordées. Cependant pour que ce concile soit efficace, il convient, selon lui, de libérer l'Église d'un triple mur de lois humaines qui lui ont fait oublier l'Évangile. Pour cela, Luther s'adresse à la noblesse du Saint-Empire romain germanique, l'invitant à prendre conscience de ses devoirs, et à réformer l'Église.

### Résumé

#### Préface et introduction
Dans une préface datée du 23 juin 1520, Luther fait part de son projet à son ami Nicolas de Amsdorf, chanoine à Wittemberg, et sollicite ses conseils. Reconnaissant son audace, il compare sa démarche à celle du fou du roi, précisant que plus d'une fois un tel fou a parlé avec sagesse.
Puis le docteur de la sainte Écriture s'adresse à l'empereur Charles Quint, et à toute la noblesse de l'empire. Il lui enjoint de s'attaquer aux trois murailles au sein desquelles la cour romaine s'est retranchée.

#### La triple muraille
Luther commence par définir ce qu'il appelle la "condition chrétienne", commune à tous les croyants. Elle est destinée à remplacer la fausse opposition entre clercs et laïcs. Il s'agit d'une nouvelle vision de l'Église, perçue non comme une institution visible, mais comme une communion spirituelle, et basée sur la conception du sacerdoce universel des croyants. 

##### le premier mur à abattre: l'immunité romaine face à la puissance séculière
La papauté prétend que les autorités civiles n'ont aucun droit contre elle. Par le baptême, tous les humains reçoivent la même dignité d'enfants de Dieu et la même vocation au service. La seule distinction est de fonction, non de nature : le caractère indélébile du sacerdoce est une invention humaine.

##### le second mur à abattre: l'exclusivité romaine dans l'interprétation de l'Écriture
La papauté prétend être le seul maître de la lecture de la Bible. Cette prétention n'est pas fondée sur l'Écriture, qui convie chacun à l'étudier.

##### le troisième mur à abattre: le privilège romain concernant les conciles
La papauté prétend être la seule à pouvoir convoquer ou confirmer un concile. Le pouvoir d'empêcher un concile n'est pas un droit ; le seul droit est de faire progresser le bien. Il ne faut pas respecter un tel pouvoir, mais lui résister.

#### La réforme de la papauté
Luther exerce un droit d'inventaire sur l'Église de son temps. Il énumère les tares concernant l'administration romaine, et plus particulièrement le pape, les cardinaux, l'administration pléthorique. Il fustige le droit canon, que Rome a inventé et qu'elle n'est pas capable de s'appliquer à elle-même. Il énumère les moyens inventés par la papauté pour conserver à Rome bénéfices et prébendes, soulignant ainsi sa cupidité. 

#### Les changements souhaitables que devrait produire l'intervention du pouvoir séculier et du concile universel
Luther fait vingt-six propositions concrètes pour remédier aux abus de son temps. Les douze premières concernent la papauté ; les suivantes les moyen et bas clergé, et les fidèles.
1. Supprimer les annates.
2. Restituer les bénéfices aux diocèses.
3. Confirmer les évêques par les évêques voisins, et non par le pape.
4. Imposer par décret qu'aucune affaire temporelle ne soit traité par Rome, mais qu'elles soient toutes laissées au pouvoir temporel.
5. Interdire l'excommunication à propos d'un bénéfice.
6. Supprimer le privilège papal de la discipline des cas réservés, source d'extorsions.
7. Restreindre au minimum de la cour romaine.
8. Supprimer les serments des évêques au pape.
9. Supprimer le pouvoir du pape sur l'empereur.
10. Supprimer les prétentions papales sur d'autres royaumes.
11. Supprimer le baise-pied.
12. Supprimer les pèlerinages romains sans motif suffisant et intention droite.
13. Réduire le nombre des ordres monastiques.
14. Permettre le mariage des prêtres.
15. Supprimer la pratique de la confession réservée pour certains péchés.
16. Réduire l'importance des cérémonies funèbres.
17. Supprimer quelques peines ou châtiments du droit canon, notamment l'interdit.
18. Supprimer toutes les fêtes et conservation du dimanche uniquement.
19. Assouplir les degrés de parenté auxquels le mariage est interdit.
20. Raser les églises qui servent de but aux nouveaux pèlerinages, sans être en même temps l'église d'une paroisse déterminée.
21. Supprimer toute mendicité.
22. Abolir certaines messes, notamment pour les morts.
23. Supprimer les confréries et les indulgences.
24. Rétablir l'unité avec les hussites.
25. Réformer les universités.
26. Supprimer les vices qui affectent le monde temporel.

#### Conclusion
Luther demande à Dieu d'animer la noblesse allemande d'une intention droite pour le bien de l'Église.

### Argumentation
Dès la préface, Luther utilise le thème de la folie afin de pouvoir formuler des critiques osées. Cette technique rhétorique s'origine dans La Nef des fous de Brandt.

## Analyse et commentaire

### Circonstances de la création et de la publication
À la Diète d'Augsbourg de 1518, des doléances sont formulées contre la papauté. Certaines seront reprises directement dans le manifeste. 
En février 1520, Luther lit le De falso credita et ementita Constantini donatione de Laurent Valla qui l'inspirera pour dénoncer l'imposture des possessions temporelles papales. 
En avril 1520 paraît le dialogue d'Ulrich von Hutten Vadiscus ou la Triade romaine. Maurerbrecher, Köstlin, Walther Köhler (de), l'abbé Cristiani et Henri Strohl ont soutenu que Luther s'en était inspiré. Knaake et Paul Kalkoff (de)  ont infirmé cette hypothèse.  
Johann Spangenberg (de) raconte que c'est lors d'une promenade à la campagne avec Lorenz Süss que Luther, après s'être agenouillé et avoir prié, a déclaré vouloir écrire un livre à la noblesse allemande qui serait comme une charge de canon contre Rome. 
Le 7 juin 1520, Luther fait part à Spalatin de son projet. 
Le 18 août 1520, Johannes Lang (de), vicaire des Augustins d'Erfurt, écrit à Luther de ne pas publier son ouvrage. Le lendemain, Luther écrit à son supérieur Venceslas Link qu'il est trop tard, car les 4000 exemplaires tirés chez Melchior Lotter (de) à Wittemberg sont déjà vendus. Il reconnait que presque tous condamnent sa violence, mais estime qu'elle peut être un instrument de Dieu pour dévoiler les mensonges des hommes. Il proteste que sa motivation n'est ni la gloire, ni la richesse, ni le plaisir. Il n'agit pas par provocation, mais pour revendiquer le droit de tenir un concile, idée qu'il avait formulée dès le 18 novembre 1518, suivant en cela la démarche de l'Université de Paris du 27 mars 1518. Si la vengeance le guette, il demande à Dieu de lui pardonner. La rapidité dans la diffusion de ce manifeste constitue l'un des premiers grands succès de librairie.

### Originalités
La conception luthérienne du pape comme Antéchrist est en cours de formation au moment de la rédaction du manifeste. Elle diffère des précédents hussites par le fait que l'accusation n'est pas personnellement dirigée contre la moralité ou les intrigues politiques de tel ou tel pape, mais contre l'aspect proprement religieux de la fonction papale. Quand le pape contrecarre les réformes de Guillaume de Honstein, son assimilation à l'Antéchrist est prudemment faite sur le mode hypothétique.
Dans l'attaque de la première muraille, Luther utilise le terme de ölgötzen "statue (peinte) à l'huile", employé parfois métaphoriquement dans le sens de "fausse doctrine", pour signifier "faux prêtre" : Ce n'est pas l'onction de la consécration presbytérale qui fait le prêtre, mais le baptême, ce qui a pour conséquence que tous les baptisés sont prêtres.
Concernant la mendicité, Luther modifie le statut de la charité : ce n'est plus une vertu religieuse, mais un problème socio-économique d'ordre laïque.

### Rapprochements divers
La triple muraille à abattre, qui rend l'Église captive de Rome, a été comparée à la triple muraille à laquelle est confrontée Énée, lors de sa descente aux enfers décrite par Virgile dans l'Énéide VI, 549.

### Importance de l'œuvre
Au début de sa préface, Luther cite l'Ecclésiaste (Qo 3, 7). Il sent que ses propositions de réformes sont prêtes à être écrasées par Rome. La bulle Exurge Domine a en effet été publiée le 15 juin. Mais elle tarde à lui parvenir, signe qu'il est l'objet de sympathies en haut lieu. Cependant, s'il n'ignore pas le retentissement de ses thèses parmi le peuple, la noblesse reste indécise. Luther fait le pari qu'elle surmontera sa peur de la violence et ses scrupules face à l'obéissance au pape. Luther épargne le haut clergé, avec sans doute le secret espoir qu'il se reliera à ses propositions. 
Le manifeste a apporté une conception nouvelle de l'Église et du prêtre, qui a influencé y compris la Contre-Réforme. Il a définitivement fait chanceler la chrétienté médiévale focalisée sur le pape et l'empereur, au profit de la laïcisation des institutions. Au prestige des lieux de pèlerinage se substitue la simplicité de la paroisse. 
Dans le débat au sujet du droit, il prend position en faveur du vieux droit coutumier germanique contre l'unification du droit par la généralisation du droit romain.

## Réception
Si Charles Quint ne répond pas à l'attente que Luther avait placé en lui, en revanche, nombre de laïcs allemands, hommes et femmes, suivent son conseil de lire eux-mêmes la Bible, des prêtres se marient, des moines sortent de leur monastère. 
Le manifeste a été vu comme une tentative de recruter des partisans en se faisant l'écho de diverses revendications d'alliés potentiels : la haute noblesse, avec les protestations contre les ingérences du clergé ; les bourgeois, avec la proclamation de l'égalité de tous les chrétiens ; les humanistes, avec la réclamation du droit à interpréter la Bible ; les curés, avec les attaques contre les moines mendiants qui leur faisaient du tort ; le peuple, friand des pamphlets qui s'achètent dans les foires. 
Huit jours après la première édition, Luther et Lotter préparent une seconde édition augmentée d'une proposition sur la manière de gouverner l'Empire, insérée entre la 25e et la 26e proposition. Le xvie siècle connaîtra seize éditions en haut-allemand, et une en bas-allemand.
Martin Bucer juge cet écrit conforme à la Bible.
Les villes de Wittemberg en 1521, de Nuremberg et de Strasbourg en 1522, prennent des mesures pour organiser l'aide social conformément aux recommandations du manifeste. En réalité, Luther est davantage suivi sur les questions sociales et politiques que sur les questions spirituelles.
En 1533 paraît une édition italienne : Libro della emendatione et correctione del stato christiano.

### Réponses catholiques romaines
Jean Eck tente de démontrer que les propositions de Luther reprennent celles de Huss déjà condamnées au concile de Constance.
Emser (de) critique les fondements de la doctrine du sacerdoce universel. Il plaide pour une distinction entre l'institution et les abus qui l'ont déformée.
Thomas Murner voit en Luther un agitateur. L'égalité spirituelle des humains conduira immanquablement à leur égalité politique. Les remarques de bon sens de Luther ne servent qu'à enrober les vieilles hérésies de Wiclif et Huss. Ainsi, il rejette les propositions touchant la doctrine, renvoie à des experts la réforme de la papauté, et accepte généralement les amendements de la discipline ecclésiastique.

### Prolongements
L'idée que Rome est le plus grand des voleurs a été repris par Hutten dans ses Praedones en 1521, et par Eberlin de Günzburg (de) dans son Mich wundert, daß kein Geld im Land ist en 1524.

## Citations
« Tous les Chrétiens appartiennent vraiment à l’état ecclésiastique, il n’existe entre eux aucune différence, [...] ce qui provient de ce que nous avons un même baptême, un même Évangile et une même foi et sommes de la même manière Chrétiens, car ce sont le baptême, l’Évangile et la foi qui seuls forment l’état ecclésiastique et le peuple chrétien. [...] Si le Pape agit contre l’Écriture, nous avons le devoir de porter assistance à l’Écriture, de le réprimander et de l’obliger à obéir. »

 Cette citation est proposée comme document pour le programme d'histoire en classe de seconde.

#### éditions françaises
- Martin Luther, A la Noblesse chrétienne de la nation allemande touchant la réformation de la chrétienté, avec une notice historique, trad. Félix Kuhn, Paris, G. Fischbacher, 1879.
- Martin Luther, A la noblesse chrétienne de la nation allemande, An den christlichen adel deutscher nation. La liberté du chrétien, Von der freiheit eines christenmenschen, trad. Maurice Gravier, Paris, Montaigne, coll. « collection bilingue des classiques allemands », 1944, 19552, 1970, 1974.
- Martin Luther, "A la Noblesse chrétienne de la Nation allemande sur l'Amendement de l'Etat chrétien 1520", trad. Maurice Gravier, in : Alliance nationale des Églises luthériennes de France & Positions luthériennes, Martin Luther Œuvres, tome II, Genève, Labor et Fides, 1966, p. 78-156.
- Martin Luther, Les grands écrits réformateurs, trad. Maurice Gravier, préf. Pierre Chaunu, Paris, Flammarion, coll. « Garnier Flammarion » 661, 1992, p. 99-199.
- Martin Luther, "À la noblesse chrétienne de la nation allemande sur l'amendement de l'état chrétien", trad. Maurice Gravier, revue par Albert Greiner et Annemarie Lienhard, in : Lienhard, Marc, & Arnold, Matthieu (dir.), et al., Luther, Œuvres, vol. I,  (Bibliothèque de la Pléiade, 455), Gallimard, 1999, p. 589-674.

#### études en français
- Félix Kuhn, "Notice historique", in : Luther, Martin, A la Noblesse chrétienne de la nation allemande touchant la réformation de la chrétienté, Paris, G. Fischbacher, 1879, p. 1-5.
- Albert Greiner, Luther, Essai bibliographique, Genève, Labor et Fides, 1956, 19702, p. 72-79.
- Georges Casalis, Luther et l'Église confessante, Paris, Seuil, coll. « Maîtres spirituels » 28, 1962, 19702, p. 94-97.
- René-Jacques Lovy, Luther, coll. « Mythes et religions » 52, Paris, Presses universitaires de France, 1964, p. 124-126.
- Martin Luther, "A la Noblesse chrétienne de la Nation allemande sur l'Amendement de l'Etat chrétien 1520", trad. Maurice Gravier, in : Alliance nationale des Églises luthériennes de France & Positions luthériennes, Martin Luther Œuvres, tome II, Genève, Labor et Fides, 1966, p. 57-77.
- Martin Luther, Les grands écrits réformateurs, trad. Maurice Gravier, préf. Pierre Chaunu, Paris, Flammarion, coll. « Garnier Flammarion » 661, 1992, p. 35-70.
- Martin Luther, "À la noblesse chrétienne de la nation allemande sur l'amendement de l'état chrétien", tard. Maurice Gravier, revue par Albert Greiner et Annemarie Lienhard, in : Lienhard, Marc, & Arnold, Matthieu (dir.), et al., Luther, Œuvres, vol. I,  (Bibliothèque de la Pléiade, 455), Gallimard, 1999, p. 1412-1428.